# Oreolalax rugosus
Espèce
Synonymes
- Scutiger rugosus Liu, 1943

Statut de conservation UICN

 LC  : Préoccupation mineure
Oreolalax rugosus est une espèce d'amphibiens de la famille des Megophryidae.

## Répartition
Cette espèce est endémique du centre de la République populaire de Chine. Elle se rencontre entre 1 800 et 3 300 m d'altitude dans le sud de la province du Sichuan et dans le nord de la province du Yunnan,.

## Publication originale
- Liu, 1943 : Two new Scutigers from Chao-Chiao-Hsien, Sikang. Journal of the West China Border Research Society, Series B, vol. 14, p. 35-39.